# Histoire secrète de Bourgogne
Histoire secrète de Bourgogne est un roman historique écrit par Charlotte-Rose de Caumont La Force et paru en 1694. Ce roman, qui a paru en deux volumes chez Benard à Paris, a joui d'un certain succès lors de sa publication.

## Récit
Le roman est dédié à Marie-Anne de Bourbon. Il relate les aventures amoureuses de Marie de Bourgogne, fille unique du duc de Bourgogne, avec Charles d'Orléans, comte d’Angoulême.

## Réception
Le Mercure galant dit en juillet 1695 de ce roman que son « succès a esté fort grand ». C'est avec l'Histoire secrète de Bourgogne que Caumont La Force est entrée dans la République des Lettres. Pour alimenter le fond historique de ce roman, Mlle de La Force s'est renseignée auprès des écrits de Brantôme, de Mézeray, de Varillas et de Vertot. Le style du roman de Caumont La Force l'inscrit aussi dans la lignée des romans de la préciosité, dont L'Astrée d'Honoré d'Urfé, la Clélie et l'Artamène de Madeleine de Scudéry, La Princesse de Clèves ou encore les romans de Marie-Catherine de Villedieu.

## Postérité
Le roman sous la forme de l'« histoire secrète » devint un genre en vogue à la fin du XVIIe siècle, et tient apparemment son nom du roman de Caumont La Force, Histoire secrète de Bourgogne. On retrouve la formule de ce titre dans d'autres romans historiques au siècle suivant, tels que l'Histoire secrète d'Isabelle de Bavière du marquis de Sade.